# Annona stenophylla
Annona stenophylla är en kirimojaväxtart som beskrevs av Adolf Engler och Friedrich Ludwig Diels. Annona stenophylla ingår i släktet annonor, och familjen kirimojaväxter.

## Underarter
Arten delas in i följande underarter:
- A. s. cuneata
- A. s. longepetiolata
- A. s. nana
- A. s. stenophylla